# Бисертское водохранилище
Бисе́ртское водохрани́лище, Бисертский пруд — водохранилище на реке Бисерти, в 163 километрах выше её устья. Расположено в черте посёлка Бисерть Свердловской области России. Служит для технического водоснабжения водопользователей посёлка, а также для коммунально-бытовых нужд населения, рекреации и любительского рыболовства.

## История
Бисертское водохранилище создано в 1761 году как заводской пруд для обеспечения водой Бисертского железоделательного завода. 
Первоначально уральский предприниматель Акинфий Никитич Демидов построил на реке Бисерти мукомольную мельницу с тремя поставами. Позднее его сын, Григорий Акинфиевич, реконструировав плотину мельницы, основал на этом месте металлургический завод. Завод был построен в 1761 году, датой начала работы считается 5 ноября 1761 года, когда начал работать первый молот. Плотина пруда в это время имела длину 544,1 м, ширину в нижней части — 53,3 м, в верхней — от 36,3 до 42,7 м, высоту — 7,1 м. Длина пруда в большей части достигала 6 вёрст. В 1870-х годах длина плотины увеличилась до 597,4 м. Молотовая кричная фабрика имела 4 кричных горна и молоты. В 1770 году на заводе работали уже 3 молота, к 1779 году — 6. В настоящее время водохранилище эксплуатирует завод Уралсельмаш. Плотина реконструирована в 1956 и 1987 годах.

## Морфометрия
Основные параметры водохранилища: НПУ (нормальный подпорный уровень) 287,2 метра, площадь поверхности 3,25 км², полный объём 10 млн м³, минимальный 2,1 млн. м³. Максимальная высота плотины 12 метров, длина плотины 615 метров, отметка гребня 289,7 метра над уровнем моря.
В других источниках приводятся также иные сведения:  площадь водной поверхности 5,6 км² при НПУ 230,4 м.
Длина водоёма — 5 км, максимальная ширина — 1,5 км, максимальная глубина — 7 м.
Площадь водосбора водохранилища — 244 км².
Пруд вытянут по течению Бисерти с востока на запад, сразу за плотиной река меняет направление и течёт на север. Берега в нижней и средней части застроены, только в верховьях покрыты лесом. В водохранилище впадает несколько рек и ручьёв, наиболее крупные — впадающие слева Каменка в нижней части и Осиновая в верховьях.

## Данные водного реестра
По данным государственного водного реестра России, водохранилище относится к Камскому бассейновому округу, водохозяйственный участок — Уфа от Нязепетровского гидроузла до Павловского гидроузла без реки Ай, речной подбассейн Белой, речной бассейн Камы. 
Код объекта в государственном водном реестре — 10010201121411100004563.